# Natação no Campeonato Europeu de Esportes Aquáticos de 2018 - 4x200 m livre masculino
A prova do revezamento 4x200 metros livre masculino da natação no Campeonato Europeu de Esportes Aquáticos de 2018 ocorreu no dia 5 de agosto no Tollcross International Swimming Centre, em Glasgow no Reino Unido. 

## Calendário
| Fase          | Data        | Hora  |
| ------------- | ----------- | ----- |
| Eliminatórias | 5 de agosto | 10:48 |
| Final         | 5 de agosto | 18:52 |

Todos os horários estão no horário local (UTC+0)

## Recordes
Antes desta competição, os recordes eram os seguintes:
|                       | Nacionalidade  | Tempo   | Local     | Data                 |
| --------------------- | -------------- | ------- | --------- | -------------------- |
| Recorde mundial       | Estados Unidos | 6:58.55 | Roma      | 31 de julho de 2009  |
| Recorde europeu       | Rússia         | 6:59.15 | Roma      | 31 de julho de 2009  |
| Recorde do campeonato | Rússia         | 7:06.71 | Budapeste | 14 de agosto de 2010 |

Os seguintes novos recordes foram estabelecidos durante esta competição. 
| Data        | Prova | Nadadores                                                                               | Nacionalidade | Tempo   | Recordes              |
| ----------- | ----- | --------------------------------------------------------------------------------------- | ------------- | ------- | --------------------- |
| 5 de agosto | Final | Calum Jarvis (1:47.17) Duncan Scott (1:45.48) Thomas Dean (1:47.07) James Guy (1:45.60) | Reino Unido   | 7:05.32 | Recorde do campeonato |

## Medalhistas
| Ouro                                                                                                  | Prata | Bronze                                                                                             |
| Reino Unido · Calum Jarvis · Duncan Scott · Thomas Dean · James Guy · Stephen Milne* · Cameron Kurle* | Rússia · Mikhail Vekovishchev · Martin Malyutin · Danila Izotov · Mikhail Dovgalyuk · Viacheslav Andrusenko* | Itália · Alessio Proietti Colonna · Filippo Megli · Matteo Ciampi · Mattia Zuin · Stefano Di Cola* |

*Atletas que competiram apenas nas baterias e receberam medalhas

## Resultados

### Eliminatórias
Esses foram os resultados das eliminatórias. 
| Pos. | Bateria | Raia | Nacionalidade | Nadadores | Tempo   | Notas |
| ---- | ------- | ---- | ------------- | --- | ------- | ----- |
| 1    | 2       | 1    | Rússia        | Martin Malyutin (1:47.54) Viacheslav Andrusenko (1:48.14) Danila Izotov (1:46.18) Mikhail Vekovishchev (1:47.14)   | 7:09.00 | Q     |
| 2    | 1       | 2    | Reino Unido   | Stephen Milne (1:48.64) Cameron Kurle (1:49.08) Thomas Dean (1:47.64) Calum Jarvis (1:46.55)                       | 7:11.91 | Q     |
| 3    | 1       | 5    | Itália        | Stefano Di Cola (1:49.58) Matteo Ciampi (1:47.11) Alessio Proietti Colonna (1:47.76) Mattia Zuin (1:48.01)         | 7:12.46 | Q     |
| 4    | 1       | 1    | Alemanha      | Poul Zellmann (1:48.05) Marius Zobel (1:49.83) Henning Mühlleitner (1:48.03) Jacob Heidtmann (1:46.84)             | 7:12.75 | Q     |
| 5    | 2       | 5    | Países Baixos | Kyle Stolk (1:48.71) Stan Pijnenburg (1:48.86) Ferry Weertman (1:48.96) Maarten Brzoskowski (1:48.33)              | 7:14.86 | Q     |
| 6    | 1       | 6    | França        | Alexandre Derache (1:49.07) Jordan Pothain (1:48.50) Roman Fuchs (1:48.52) Lorys Bourelly (1:49.17)                | 7:15.26 | Q     |
| 7    | 2       | 7    | Suécia        | Victor Johansson (1:48.67) Robin Hanson (1:48.45) Gustaf Dalman (1:49.55) Adam Paulsson (1:48.88)                  | 7:15.55 | Q     |
| 8    | 2       | 6    | Espanha       | César Castro (1:48.35) Alex Ramos (1:48.76) Miguel Durán (1:49.91) Marc Sánchez (1:48.63)                          | 7:15.65 | Q     |
| 9    | 2       | 3    | Hungria       | Balázs Holló (1:50.10) Ádám Telegdy (1:48.93) Benjámin Grátz (1:50.21) Bence Biczó (1:48.95)                       | 7:18.19 |       |
| 10   | 1       | 3    | Bélgica       | Sebastien De Meulemeester (1:49.15) Alexandre Marcourt (1:51.25) Thomas Thijs (1:49.67) Lorenz Weiremans (1:48.68) | 7:18.75 |       |
| 11   | 1       | 7    | Israel        | Daniel Namir (1:50.19) Denis Loktev (1:48.83) David Gamburg (1:50.91) Yonatan Batsha (1:52.78)                     | 7:22.71 |       |
| 12   | 2       | 4    | Lituânia      | Danas Rapšys (1:49.36) Simonas Bilis (1:50.31) Tomas Sungaila (1:52.50) Povilas Strazdas (1:51.34)                 | 7:23.51 |       |
| 13   | 1       | 4    | Polónia       | Jan Hołub (1:49.24) Filip Zaborowski (1:49.17) Jakub Kraska Kacper Majchrzak                                       | DSQ     |       |

### Final
Esse foi o resultado da final. 
| Pos.              | Raia | Nacionalidade | Nadadores | Tempo   | Notas                 |
| ----------------- | ---- | ------------- | --- | ------- | --------------------- |
| Medalha de ouro   | 3    | Reino Unido   | Calum Jarvis (1:47.17) Duncan Scott (1:45.48) Thomas Dean (1:47.07) James Guy (1:45.60)                      | 7:05.32 | Recorde do campeonato |
| Medalha de prata  | 4    | Rússia        | Mikhail Vekovishchev (1:46.78) Martin Malyutin (1:46.84) Danila Izotov (1:46.86) Mikhail Dovgalyuk (1:46.18) | 7:06.66 |                       |
| Medalha de bronze | 5    | Itália        | Alessio Proietti Colonna (1:48.20) Filippo Megli (1:45.44) Matteo Ciampi (1:46.49) Mattia Zuin (1:47.45)     | 7:07.58 |                       |
| 4                 | 6    | Alemanha      | Damian Wierling (1:48.86) Henning Mühlleitner (1:46.94) Poul Zellmann (1:47.57) Jacob Heidtmann (1:45.94)    | 7:09.31 |                       |
| 5                 | 8    | Espanha       | César Castro (1:47.85) Alex Ramos (1:48.14) Marc Sánchez (1:48.63) Miguel Durán (1:48.45)                    | 7:13.07 |                       |
| 6                 | 7    | França        | Jordan Pothain (1:48.94) Alexandre Derache (1:48.32) Roman Fuchs (1:47.88) Jonathan Atsu (1:47.98)           | 7:13.12 |                       |
| 7                 | 2    | Países Baixos | Kyle Stolk (1:48.46) Ferry Weertman (1:48.75) Stan Pijnenburg (1:48.16) Maarten Brzoskowski (1:48.09)        | 7:13.46 |                       |
| 8                 | 1    | Suécia        | Victor Johansson (1:48.68) Robin Hanson (1:48.56) Gustaf Dalman (1:47.84) Adam Paulsson (1:48.95)            | 7:14.03 |                       |

Legenda
| Recorde mundial       | Recorde mundial (World record)               |                       | Recorde africano                      | Recorde africano (African) |                                           | Q | Classificado por posição (Qualified) |
| Recorde do campeonato | Recorde do campeonato (Championship record)  | Recorde da América    | Recorde da América (Americas)         | q                          | Classificado por melhor tempo (Qualified) |   |                                      |
| Melhor marca do ano   | Melhor marca do ano (World leading)          | Recorde asiático      | Recorde asiático (Asian)              | DNS                        | Não largou (Did not start)                |   |                                      |
| Recorde nacional      | Recorde nacional (National record)           | Recorde europeu       | Recorde europeu (European)            | DNF                        | Não terminou (Did not finish)             |   |                                      |
| Recorde pessoal       | Recorde pessoal do atleta (Personal best)    | Recorde da Oceania    | Recorde da Oceania (Oceania)          | DSQ / DQ                   | Desclassificado (Disqualified)            |   |                                      |
| Recorde da temporada  | Recorde da temporada do atleta (Season best) | Recorde sul-americano | Recorde sul-americano (South America) | NM                         | Sem marca (No mark)                       |   |                                      |